# 37 ق م
37 ق م أو 37 قبل الميلاد هي سنة من العقد 3 ق م في التقويم اليولياني البروليبتي (التقويم الميلادي). تسبقها سنة 38 ق م وتليها سنة 36 ق م.

## الأحداث
- الرومان يستولون على أورشليم من الفرثيين. وهيرودس الكبير يصبح ملك يهودا، وينصَّب أنانيلوس (حنمئيل) ككاهن أكبر، وجاء ذلك بعد انتزاع كلا المنصبين من أنتيجونوس الحشموني إثر حصار دام خمسة أشهر. قتلت القوات الرومانية الداعمة لهيرودس آلاف اليهود.
- دونغميونغ يؤسس مملكة غوغوريو في كوريا.[5]

## كتب
- Yves Denis Papin (1998). Chronologie de l'histoire ancienne. Lieu de publication non identifié: Éditions Jean-paul Gisserot. ISBN:2-87747-346-5. OCLC:40746926. مؤرشف من الأصل في 2022-03-16.
- أحمد محمد عوف (2000)، موسوعة حضارة العالم، QID:Q12246226

## وصلات خارجية
- صفحة السنة على موقع onthisday.com
- سنة 37 ق م على موقع المكتبة الوطنية الفرنسية